# Hofsteniidae
Super-famille
Famille
Les Hofsteniidae sont une famille de l'embranchement des Acoela.

## Liste desgenres
- Hofstenia Bock, 1923
- Hofsteniola Papi, 1957
- Marcusiola Steinböck, 1966

## Référence
- Bock, 1923 : Eine neue marine Turbellariengattung aus Japan. Uppsala Universitets Årsskrift, Matematik och Naturvetenskap 1 pp. 1-52.